# Ausweg-Allianz
Die Ausweg-Allianz (armenisch «Ելք» դաշինք, ԵԼՔ Jelk Daschink, englisch Way Out Alliance), auch bekannt unter der Kurzform Jelk, war ein armenisches politisches Bündnis aus drei liberalen Parteien, gegründet am 12. Dezember 2016 und aufgelöst am 12. September 2018. Es bestand aus Nikol Paschinjans Partei Zivilvertrag, aus Edmon Marukjans Partei Leuchtendes Armenien, sowie aus Aram Sarkissjans Partei Republik. Vom Mai bis September 2018 führte das Bündnis eine Minderheitsregierung (Kabinett Paschinjan I).

## Geschichte
Im Jahr 2015 war Armenien unter der Regierung Sersch Sargsjans (HHK) der von Russland initiierten Eurasischen Wirtschaftsunion (EAWU) beigetreten. Infolgedessen mussten aus Unvereinbarkeitsgründen die Assoziierungsverhandlungen mit der Europäischen Union (EU) eingestellt werden. Aus Protest schlossen sich drei liberale und pro-europäische Parteien zu einem Wahlbündnis zusammen, Zivilvertrag unter Nikol Paschinjan, Leuchtendes Armenien unter Edmon Marukjan und Republik unter Aram Sarkissjan. Es wurden auch Verhandlungen mit Raffi Hovannisians Partei Erbe geführt, welche sich jedoch entschied, dem Bündnis nicht beizutreten.
Bei der Parlamentswahl in Armenien 2017 erhielt das Bündnis 7,78 % der Stimmen und stellte mit neun Abgeordneten die drittgrößte Fraktion in der Nationalversammlung. Fraktionsführer wurde Paschinjan.
Es war Paschinjan, der im Jahr 2018 die sogenannte Samtene Revolution initiierte und durch landesweite Massenproteste gegen Korruption die Regierung der HHK zum Rücktritt zwang. Am 8. Mai 2018 wurde Paschinjan in der Nationalversammlung zum neuen Premierminister gewählt, welcher daraufhin eine von Jelk angeführte Minderheitsregierung, bis Oktober 2018 zusammen mit der Zarukjan-Allianz und der Armenischen Revolutionären Föderation, ins Leben rief. Seit Paschinjans Ernennung zum Premierminister nahm Lena Nasarjan die Funktion als Fraktionsführerin ein.
Paschinjan trat am 15. Oktober 2018 zurück, um Neuwahlen zu ermöglichen. Das Bündnis Jelk löste sich im September auf und seine Mitgliedsparteien traten bei der vorgezogenen Parlamentswahl in Armenien 2018 getrennt an.
| Wahl | Stimmen | %    | Sitze | Rang | Position nach d. Wahlen                      | Quelle                                        |
| ---- | ------- | ---- | ----- | ---- | -------------------------------------------- | --------------------------------------------- |
| 2017 | 122.049 | 7,78 | 9/105 | 3.   | Opposition, ab Mai 2018 Minderheitsregierung | Zentrale Wahlkommission der Republik Armenien |